# Horizon Zero Dawn: The Frozen Wilds
Horizon Zero Dawn: The Frozen Wilds (с англ. — «Горизонт: Новый рассвет. Замёрзшие дебри») — дополнение к компьютерной игре Horizon Zero Dawn, разработанное нидерландской студией Guerrilla Games и изданное Sony Interactive Entertainment для игровых приставок PlayStation 4 в 2017 году. Дополнение вошло в расширенное издание игры Horizon Zero Dawn Complete Edition, которое было портировано на Windows 10 и вышло в 2020 году на PC. Дополнение добавляет в оригинальную Horizon Zero Dawn новую область в открытом мире, новые внутриигровые предметы, дополнительные виды роботов, новых персонажей и побочную сюжетную линию. Сюжетная линия дополнения является побочным ответвлением от основного сюжета игры и разворачивается в регионе «Зарубка» — постапокалиптическом Йеллоустонском национальном парке, который к моменту действия игры является заснеженной горной местностью, упирающейся в большой дымящий вулкан и населённой жителями плохо известного племени. Главной героине Horizon Zero Dawn Элой приходится объединиться с представителями этого племени и решить проблему появления новых, более опасных, чем ранее, роботов-«машин».
Дополнение получило в основном положительные оценки игровых и общетематических СМИ. Критики отмечали, что The Frozen Wilds не привносит чего-либо принципиально нового в Horizon Zero Dawn, однако подчёркивает все её сильные стороны и даёт повод вернуться к игре, чтобы получить удовольствие от привычных занятий и прочих преимуществ оригинала. Обозреватели восторженно встретили визуализацию Зарубки, преимущественно позитивно оценили новые побочные квесты, персонажей, сложность боёв с новыми роботами; сюжетная линия The Frozen Wilds и нововведения в игровой процесс удостоились смешанных отзывов.

## Игровой процесс
Horizon Zero Dawn: The Frozen Wilds является загружаемым контентом и расширяет возможности игры Horizon Zero Dawn, базируясь на её оригинальном игровом процессе. После установки дополнения на северо-востоке карты игрового мира становится доступна область «Зарубка» (англ. The Cut) — заснеженный горный регион площадью около четверти основного игрового мира, где обитает племя Банук. Там для Элой доступны новая сюжетная линия, новые побочные квесты, активности и персонажи. The Frozen Wilds добавляет в игру «демонический» (англ. Daemonic) уровень усиления машин, самый сильный в игре, а также три вида новых машин. В Зарубке также впервые появляются вышки управления (англ. Control Tower), которые усиливают и излечивают машины вокруг себя, оглушают тех роботов, которые взяты под контроль Элой, а также временно отключают щит в уникальной броне «Ткач Щита», если она надета на Элой. Локацию населяют отсутствующие в оригинальной Horizon Zero Dawn животные — барсуки, козы, совы, белки и новая разновидность кроликов.
В Зарубке главная героиня может получить новые виды оружия и одежды. Среди добавленного оружия существуют как дополнительные виды луков, так и принципиально новые устройства: похожее на огнемёт Пламя Горна (англ. Forgefire), стреляющий сосульками Ледошип (англ. Icerail) и испускающий электричество Буревик (англ. Stormslinger). Появилась возможность сделать одну модификацию копья Элой. Некоторая броня, добавленная в The Frozen Wilds, имеет уникальную возможность регенерации здоровья главной героини. Для приобретения некоторых видов снаряжения необходимы добавленные в дополнении редкие ресурсы синие самоцветы (англ. Bluegleam), которые спрятаны в разных, зачастую потайных местах Зарубки. В игре появились новые предметы коллекционирования, полный комплект которых можно обменять на снаряжение и расходные предметы.
Также дополнение добавляет в игру четвёртую ветвь умений «Путешественник» (англ. Traveler), содержащую навыки, которые улучшают сбор и взаимодействие с ресурсами и расширяют возможности верховой езды. Максимальный уровень, которого может достичь игрок, повышен с прежнего пятидесятого до шестидесятого. Наконец, в фоторежиме добавлены новые позы, которые может принимать Элой во время позирования для фотографии — так, например, Элой может делать снежных ангелов в снегу Зарубки.
Разработчики рекомендуют начинать исследование добавленной локации не ранее достижения игроком 30 уровня. Время прохождения The Frozen Wilds оценивалось создателями как, по меньшей мере, 15 часов; по оценке же рецензентов, на основную сюжетную линию может уйти примерно 8 часов, а полное прохождение всех активностей может занять до 20 часов.

## Сюжет

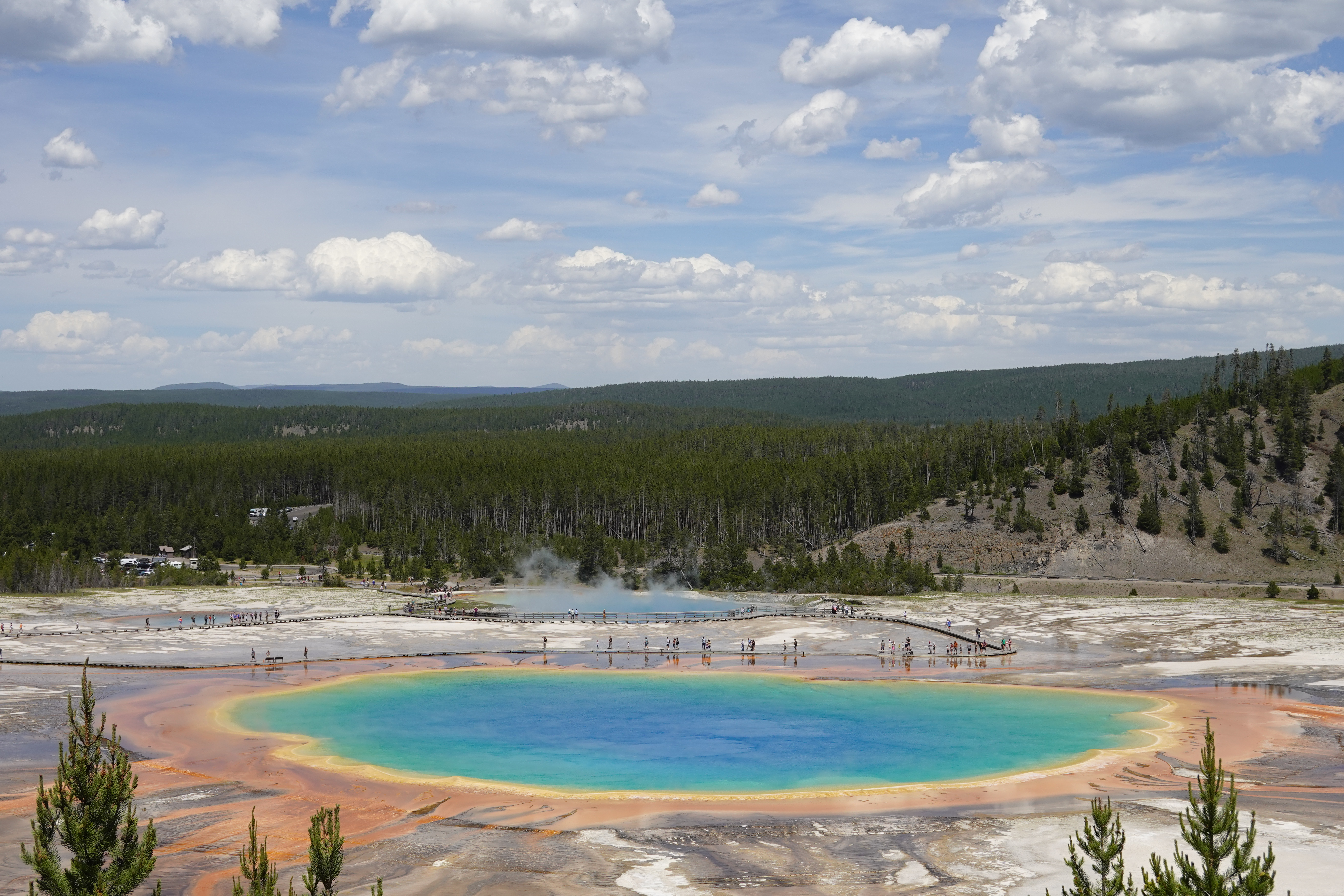
Йеллоустонский национальный парк послужил местом действия дополнения, а Йеллоустонский супервулкан оказал влияние на его сюжет.

Действие дополнения, как и оригинальной игры, происходит в постапокалиптической Америке через сотни лет после наших дней. На Земле произошла неизвестная катастрофа, и ныне место действия игры представляет собой дикие ландшафты первозданной природы, населённые опасными звероподобными роботами — машинами, а также немногими людьми, утратившими знания наших дней и живущими в племенах. Главная героиня, молодая девушка Элой (Эшли Бёрч), охотится на машины, исследует заброшенные высокотехнологичные комплексы людей прошлого мира, называемых предтечами, и пытается раскрыть тайны прошлого. Для этого ей часто приходится взаимодействовать с высокотехнологичными устройствами старого мира, обладающими искусственным интеллектом, всё ещё находящимися в работоспособном состоянии и оказывающими глобальное влияние на жизнь племён; эти устройства были разработаны предтечами, но большинство современников Элой не понимает природы этих сущностей и считает их божествами.
Действие сюжетной линии дополнения происходит не раньше того момента, когда главная героиня Horizon Zero Dawn впервые покидает земли племени Нора, и не позднее финальной битвы за Меридиан против «Затмения». Элой узнаёт о таинственных новых машинах, представляющих опасность, и о горе, извергающей дым в землях, лежащих к северу от поселений племени Нора, после чего отправляется в Зарубку — гористый заснеженный регион, до уничтожения мира бывший Йеллоустонским национальным парком, где ныне обитает племя Банук. Там она встречается с Аратаком (Ричард Нил) — вождём внутриплеменного клана (верака), живущего на этой территории. Аратак рассказывает Элой, что Банук пытались сразиться с «демоном» на той самой дымящейся горе под названием Громовой Барабан; считается, что эта гора является источником новых враждебных машин. Попытка нападения на «демона» потерпела неудачу, и в ходе сражения ушла Оурея (Некар Задеган) — шаман племени. Элой отправляется на поиски Оуреи.
Главная героиня находит Оурею в здании предтеч, которое было превращено в святилище Банук для неизвестной сущности, которую Банук считают божеством и называют «духом». Элой, используя знания технологий предтеч, устанавливает связь с этим «духом» и получает сообщение, в котором «дух» просит Оурею помочь ему справиться с «демоном», который заставляет его что-то делать. Элой и Оурея решают действовать вместе, чтобы спасти «духа». Для этого им нужно бросить «демону» вызов в Громовом Барабане, однако путь к горе контролирует Аратак, и он никому не позволит пройти на гору просто так. Оурея предлагает Элой бросить вызов Аратаку, чтобы Элой стала новым вождём верака вместо Аратака.
Элой бросает вызов Аратаку, но поединок срывается, когда на место его проведения приходят машины. Аратак и Элой объединяются, чтобы обезвредить их, и затем Аратак, впечатлённый навыками Элой, признаёт её победительницей и уступает ей лидерство. Элой вместе с Оуреей и Аратаком забирается в комплекс предтеч. Пробившись через группу машин, Элой узнает, что «дух» на самом деле является искусственным интеллектом под названием Бирюза (Лорел Лефкоу), созданным для предотвращения извержения Йеллоустонской кальдеры, частью которой является гора Громовой Барабан. «Демон» же оказывается Гефестом (Стефан Аштон Франк) — искусственным интеллектом, созданным в рамках проекта «Новый Рассвет», который теперь создаёт машины для убийств. Элой, Аратак и Оурея пробиваются вперёд, чтобы отключить Гефеста. Ради освобождения Бирюзы Оурея жертвует собой, а Элой и Аратак едва успевают спастись из разрушающегося комплекса. Бирюза оказывается спасённой, Аратак благодарит Элой за помощь с победой над «демоном», и девушка возвращает ему лидерство над его народом.

## Разработка и поддержка

### Создание племени Банук
Племя Банук было подробно, на десятки страниц, описано разработчиками ещё до начала работы над дополнением. Работа над The Frozen Wilds оказалась хорошей возможностью для авторов сконцентрироваться на этом племени — погрузиться в его военную, охотничью культуру и его верования, — а затем найти способ основать на нём драму сюжетной линии дополнения. Как и в случае остальных племён Horizon Zero Dawn, разработчики основывали характер Банук на особенностях локации, в которой живёт это племя, и на том опыте, который представители этого племени могли получить, изучая окружающий их мир. Поскольку Банук не могут заниматься земледелием в заснеженных горах, весь их быт строится на охоте и приводит к постоянному кочевому образу жизни, поэтому племя не строит для себя больших поселений, предпочитая небольшие мобильные лагеря. Одежда Банук была вдохновлена Йеллоустонской местностью: необычайно яркие цвета одежды соответствуют цветам воды призматических источников. Поскольку на быт и убеждения Банук повлияли роботы, населяющие окружающий мир, представители племени пытаются одеваться так, чтобы быть похожими на роботов.

### Анонс, продвижение и выход дополнения
В марте 2017 года, через несколько дней после выхода оригинальной Horizon Zero Dawn, студия Guerrilla Games на фоне информации об успехах продаж игры объявила о том, что уже работает над дополнением к игре, расширяющим её историю. 12 июня на выставке Electronic Entertainment Expo 2017 было официально анонсировано дополнение The Frozen Wilds: был показан его трейлер, а в качестве времени релиза был указан 2017 год. В августе стала известна планируемая дата выхода дополнения — 7 ноября 2017 года. 3 ноября разработчики опубликовали двенадцатиминутный видеоролик, в котором демонстрируют прохождение одного из квестов The Frozen Wilds.
Дополнение вышло в запланированные сроки, а 5 декабря было выпущено расширенное издание игры Complete Edition, содержащее обновлённую Horizon Zero Dawn с дополнением The Frozen Wilds, а также цифровой артбук The Art of Horizon Zero Dawn, эксклюзивную тему оформления для PlayStation 4 и дополнительные внутриигровые предметы. 7 августа 2020 года дополнение The Frozen Wilds в составе расширенного издания игры Complete Edition было выпущено на Windows 10. 31 октября 2024 года разработчики выпустили Horizon Zero Dawn Remastered — ремастер, который максимально приблизил расширенную версию игры, включая The Frozen Wilds, к визуальному качеству её сиквела Horizon Forbidden West, вышедшего в 2022 году.

## Технические особенности
Как и оригинальная Horizon Zero Dawn, The Frozen Wilds использует игровой движок Decima, разработанный студией Guerrilla Games, однако в дополнении был произведён ряд заметных графических улучшений. Эти улучшения в первую очередь касаются погодных эффектов и визуализации окружения, однако базовые возможности движка, такие как система освещения и эффекты HDR, также были улучшены. По мнению технического рецензента от сайта Digital Foundry Джона Линнемана, самое заметное новшество — технология изменения состояния снега в Зарубке: все персонажи и существа оставляют на снегу реалистичные следы, которые сохраняются на довольно длительное время. С дополнением появляются такие реалистичные эффекты как подробная анимация частиц снега при образовании следов, остающийся на обуви и одежде главной героини снег и выступающая из-под снежного покрова трава в местах следов. Разработчики сделали интерактивными частицы льда на поверхности водоёмов и рек, так что Элой оставляет след, проходя через воду. На процедурной генерации основаны многие элементы окружения: так огненные машины могут растопить лёд на поверхности воды. Обозреватель также отмечал тот факт, что враги передвигаются по местности, учитывая не только постоянно существующие, но и появляющиеся в реальном времени препятствия.
Линнеман подчёркивал, что освещение в The Frozen Wilds не является динамическим: в дополнении используются шесть заготовок для разного времени суток; однако, несмотря на это, разработчикам удалось создать впечатление, будто уровень и характер освещения плавно изменяются с движением солнца. Частично данный эффект достигается благодаря нескольким световым проходам (англ. lighting passes) в каждой сцене. Во время первого из таких проходов создаётся свечение, исходящее от неба; во время следующего — свет от локальных источников, таких как факелы; затем — статичный свет от непрямых источников; в последнюю очередь — отражения света в декорациях.
Рецензент отмечал, что на PlayStation 4 Pro в разрешении 4K The Frozen Wilds работает примерно так же плавно, как и оригинальная Horizon Zero Dawn, чья оптимизация была улучшена к моменту выхода дополнения, то есть в течение нескольких месяцев с её выхода. Хотя Horizon Zero Dawn использовала на PS4 движок, рассчитанный на кадровую частоту 30 Гц, Линнеман писал, что «превосходный motion blur и качественное исполнение помогают создать впечатление плавности». В то же время Линнеман отмечал падения кадровой частоты в режиме высокого разрешения на PlayStation 4 Pro.

## Отзывы прессы

### Общие оценки
| Сводный рейтинг       | Сводный рейтинг |
| Агрегатор             | Оценка          |
| --------------------- | --------------- |
| GameRankings          | 83,55 %         |
| Metacritic            | 83/100          |
| MobyRank              | 86 %            |
| OpenCritic            | 84/100          |
| «Критиканство»        | 85/100          |
| Иноязычные издания    |                 |
| Издание               | Оценка          |
| Destructoid           | 7,5/10          |
| EGM                   | [ 4 ]           |
| Gameblog              | 7/10            |
| Game Informer         | 8/10            |
| Gameplanet            | 6/10            |
| GamePro               | 90/100          |
| GameSpot              | 8/10            |
| GamesRadar+           | [ 5 ]           |
| Hardcore Gamer        | 4/5             |
| IGN                   | 8,8/10          |
| Polygon               | 8/10            |
| Push Square           | [ 23 ]          |
| RPGFan                | 90 %            |
| WorthPlaying          | 8/10            |
| Русскоязычные издания |                 |
| Издание               | Оценка          |
| 3DNews                | 8/10            |
| GameMAG.ru            | 8/10            |
| ITC.ua                | [ 60 ]          |
| StopGame.ru           | «Похвально»     |
| «Игры Mail.ru»        | 8/10            |
| «НИМ»                 | 8,1/10          |

Дополнение удостоилось в основном положительных оценок игровых и общетематических изданий. По данным агрегатора Metacritic, The Frozen Wilds имеет оценку 83 балла из 100 на основании 70 рецензий. Трое рецензентов, агрегируемых Metacritic, присудили дополнению высшую оценку из возможных. Люси О’Брайен от американского сайта IGN назвала The Frozen Wilds «удивительно сложным (англ. wonderfully challenging) 15-часовым приключением, приправленным креативными побочными квестами, продуманным сюжетом и лучшими битвами, которые Элой когда-либо видела». Дмитрий Курятник от украинского ресурса ITC.ua охарактеризовал The Frozen Wilds как «отличное дополнение, ничуть не уступающее самой игре».
Многие обозреватели посчитали, что The Frozen Wilds не привносит чего-либо принципиально нового в оригинальную игру, однако подчёркивает все сильные стороны Horizon Zero Dawn и даёт повод вернуться к игре, чтобы получить удовольствие от привычных занятий. Джош Хармон от американского журнала Electronic Gaming Monthly положительно оценил продукт как добавку к активностям, которые хороши в оригинальной Horizon Zero Dawn; однако рецензент отметил, что дополнение не настолько сильно меняет основную игру, чтобы её стоило переиграть с самого начала. По мнению Питера Брауна от сайта GameSpot, возвращение в Horizon только для The Frozen Wilds по-прежнему имеет смысл из-за боёв и достопримечательностей, «но в конечном итоге похоже на недостающую главу, а не на продолжение». С ними был согласен Михаил Шкредов от российского сайта IXBT.games, заявивший, что «для охотников на механических созданий это прекрасный повод пополнить коллекцию трофеев», но для игроков, цель которых — «грамотное расширение вселенной или необычные на фоне основной кампании миссии», поводов для возвращения к игре почти нет. Наталья Одинцова от российского ресурса Игры Mail.ru выразила мнение, что дополнение «порадует фанатов [оригинальной игры], но вряд ли будет обязательным для всех остальных». Кирк Хамильтон от сайта Kotaku отметил, что «The Frozen Wilds не подвергает революции и даже не расширяет лучшие идеи, представленные в Zero Dawn», а просто даёт больше той «фантастической игры», которая была в оригинале. По мнению База Макдональда от австралийского сайта Gameplanet, в дополнении «представлено множество плохо продуманных элементов, которые делают его менее интересным, чем блестящий оригинал».

### Графика и визуализация
Внешний вид новой игровой локации получил восторженные отзывы от прессы. Крис Планте от сайта Polygon отметил «сверхъестественную способность Guerrilla Games создавать реалистичные и фантастические миры» и назвал визуализацию гор в The Frozen Wilds «образцом мастерства студии». Рэй Гримм от немецкого сайта GamePro писала, что «редко когда зима в видеоигре была такой колючей и одновременно красивой, как в The Frozen Wilds», и выразила мнение, что дополнение «обладает почти волшебной атмосферой, которая впечатляет даже больше, чем это когда-то удалось The Elder Scrolls V: Skyrim». Дмитрий Курятник в своей рецензии для украинского сайта ITC.ua назвал The Frozen Wilds «ещё одним напоминанием насчёт того, какая именно игра <…> удерживает пальму лидерства за качество картинки, причем не только на PlayStation».
Рецензент от французского сайта Gameblog описал Зарубку как «великолепное место, залитое мягкими и блестящими световыми эффектами» и отметил, что технические и художественные аспекты этого дополнения всегда находятся на уровне совершенства оригинальной игры. Люси О’Брайен от сайта IGN назвала локацию «пугающе красивой»: её «покрытые снегом горы, овраги и поля усеяны ярко окрашенными озёрами и обрамлены великолепными сине-красными закатами». Крис Планте от Polygon описывал, как «скалы светятся неоновым синим светом, а молнии дневного света прорезают клубы дыма». Технический рецензент Джон Линнеман от Digital Foundry выражал мнение, что художники тщательно подобрали правильное сочетание цветов для каждой сцены — от розового сияния восхода до замерзающих горных вершин.
Рецензенты похвалили проделанную работу по визуализации и детализации снега, в том числе падающего, а также тот факт, что в Зарубке снег реалистично деформируется, когда с ним взаимодействует главная героиня. По мнению Александра Логинова от российского сайта GameMAG, «такого красивого и реалистичного снега мы ещё никогда прежде в играх не видели». Питер Браун от сайта GameSpot был восхищён тем, как во время восхода солнца «отдельные снежинки приобретают великолепные розовые оттенки, которые делают и без того красивую игру ещё красивее». По наблюдению Криса Планте от Polygon, «снежные лепёшки лежат под ногами Элой, падают с холмов и ложатся на края замёрзших озёр». Вик Худ от Eurogamer выразила мнение, что «текстура и дизайн снега временами захватывают дух».
Зо Делаханти-Лайт от великобританского сайта GamesRadar отметила внимание к деталям в поведении главной героини, которое заставляет поверить, что Элой холодно — например, когда девушка пробирается сквозь глубокие сугробы и, если её не укутать потеплее, жалуется на холод, а броня героини покрывается белыми пятнами. Вик Худ от Eurogamer отметила реалистичность снежного шторма, ухудшающего обзор игрока, а также добавленную возможность для Элой делать снежных ангелов в фоторежиме.
Напротив, издания Electronic Gaming Monthly и RPGFan раскритиковали новую территорию за недостаточную оригинальность, отметив, что заснеженные горы присутствуют и в основной игре.

### Сюжет и побочные задания
Сюжет дополнения получил различные отзывы. По мнению Василия Гальперова от российского сайта StopGame.ru, сюжетная кампания получилась «крайне насыщенной и грамотно завершённой». Иван Бышонков от российского сайта 3DNews назвал сюжет интересным, «затрагивающим и настоящее, и прошлое». Эшли Эскеда от сайта CNET охарактеризовала историю как «захватывающую», «полную интриг и эмоций». Кирк Хамильтон от ресурса Kotaku назвал сценарий «крепким» и «приправленным той же глубиной откровений [о ранее неизвестных вещах], которая часто появлялась в основной игре»; по его мнению, история Банук, разворачивающаяся во время действия дополнения, «в целом немного заезжена, хотя и хорошо написана и сыграна». Сэмми Баркер в рецензии для сайта Push Square написал, что «сюжетная линия хорошо рассказана и дополняет кампанию, и, хотя в ней есть некоторые повествовательные клише, это приятное и увлекательное приключение». Зо Делаханти-Лайт в своих рецензиях для великобританских изданий GamesRadar и GamesMaster положительно отзывалась о сценарии, называя его «отточенным», однако критиковала затянутость основного квеста и «слегка нудноватое изложение в конце»; также рецензентке не понравилось, что в дополнении недостаточно внимания уделено откровениям — таким как то, откуда взялся «демон» или чего он хочет. По мнению Дмитрия Курятника от украинского сайта ITC.ua, история дополнения «не поражает глубиной, но хорошо вписывается в игровую вселенную».
Некоторые обозреватели негативно оценили сюжет. Издания Electronic Gaming Monthly и Gameplanet критиковали дополнение за то, что оно кажется рудиментарным, слишком неуклюже прикрепленным к основной сюжетной линии до её завершения и необоснованным с точки зрения логики основной сюжетной линии. Также Баз Макдональд от Gameplanet раскритиковал дополнение за то, что оно заново повторяет арку основного сюжета — новое заражение, делающее роботов более агрессивными, и дополнительный сюжет вокруг племенной религии, которая сформировалась вокруг технологии. Рэй Гримм от немецкого сайта GamePro привела в качестве недостатка отсутствие «вау-эффекта» от сюжета, подобного тому, который произвела история оригинальной игры, и назвала сюжет дополнения скучноватым по сравнению с главной сюжетной линией Horizon. Издания Eurogamer и Kotaku отметили в качестве недостатка тот факт, что происходящее в дополнении не оказывает никакого сюжетного влияния на саму главную героиню. Сергей Косин от российского журнала «Навигатор игрового мира» считает, что сюжет дополнения «абсолютно пресный и не даёт практически никакой новой информации о мире Horizon, но радует неожиданно многочисленными и качественными заставками».
Обозреватели позитивно оценили побочные задания, отметив повышение уровня их смыслового наполнения по сравнению с оригинальной Horizon Zero Dawn. Александр Логинов от российского издания GameMAG считает, что квесты дополнения «выполнены великолепно, достигнув по качеству исполнения уровня „Ведьмака“». Люси О’Брайен от американского сайта IGN назвала побочные приключения «одними из лучших, которые мы когда-либо видели». Василий Гальперов от StopGame.ru отметил, что разработчики прислушались к недостаткам, высказанным игроками в отношении оригинальной игры, в результате чего «любая необязательная миссия обросла вполне себе приятной нарративной историей». Зо Делаханти-Лайт в своей рецензии для великобританского журнала GamesMaster назвала побочные квесты «эмоциональными» и отметила, что «каждый побочный квест исследует темы потери и стойкости». Издания The Daily Telegraph, Eurogamer и GamePro позитивно оценили тот факт, что, в отличие от оригинальной игры, в The Frozen Wilds награда за побочные квесты справедлива. В качестве негативного аспекта Зо Делаханти-Лайт в своих рецензиях для изданий GamesRadar и GamesMaster привела недостаточное, по её мнению, количество побочных квестов, что оставляет чувство пустоты в локации.

### Персонажи
Многие рецензенты позитивно оценили персонажей дополнения, их характеры, актёрскую игру и лицевые анимации, с которыми в оригинальной Horizon Zero Dawn наблюдались проблемы. Баз Макдональд от австралийского сайта Gameplanet отметил, что, в отличие от основной игры, здесь все персонажи созданы «с одинаковым уровнем заботы, и в результате новый регион кажется наполненным разнообразными и интересными людьми». Зо Делаханти-Лайт в своей рецензии для великобританского сайта GamesRadar считает, что в дополнение стоит сыграть уже ради новых персонажей, названных рецензенткой «волшебными и не перестающими удивлять»: «каждый из них имеет ту глубину, которой вы ожидаете от некоторых из лучших повествовательных игр, поскольку сценаристы берут стереотипы, которые, как вы думали, вы знали, — стоический вождь, красноречивый торговец, мятежные подростки — и вплетают их в арки персонажей». Василий Гальперов от российского сайта StopGame.ru назвал новых персонажей «весьма выразительными» и высказал мнение, что к ним можно проникнуться ещё лучше, чем к персонажам из оригинальной игры. Иван Бышонков от российского сайта 3DNews охарактеризовал племя Банук как «живой социум, где людям хочется помогать из-за обычной человеческой симпатии».
Издания GameInformer, Gameblog, GamePro и CNET позитивно оценили озвучивание персонажей и игру актёров. Рэй Гримм от немецкого ресурса GamePro оценила улучшение прорисовки персонажей и более живые выражения их лиц. Рецензенты отмечали улучшение анимации движений и лиц персонажей, синхронизации губ с голосом, а также работы камеры во время диалогов. Зо Делаханти-Лайт от GamesRadar во время игры увидела в течение нескольких секунд, «как грусть, сожаление и дерзкая уверенность промелькнули на лице представителя Озерам в побочном квесте». По мнению Кирка Хэмилтона от сайта Kotaku, «некоторые персонажи временами чересчур анимированы, но по большей части их язык тела и выражение лица передают столько же, сколько их разговор». Дэн Сильвер от великобританской газеты The Daily Telegraph отмечал, что камера «больше не заперта за плечом одного из главных героев», что «придаёт кат-сценам более кинематографический вид», однако иногда персонажи проявляют чрезмерные эмоции. С другой стороны, Вик Худ от сайта Eurogamer хотя и отмечала улучшение анимации движений и лица, синхронизации губ с голосом и операторской работы, но, по её мнению, «взаимодействие с неигровыми персонажами по-прежнему имеет всё очарование разговора двух солонок», из-за чего рецензентка не могла эмоционально или с устойчивым интересом относиться к истории или к её персонажам. «В выражениях лиц персонажей может быть больше движения, но в конечном итоге они всё равно кажутся каменными и безэмоциональными».

### Новые роботы, оружие и ветвь навыков
Игровая пресса, в целом, позитивно оценила бои с новыми машинами, в качестве достоинства указав их высокую сложность и увлекательность. Так, Кирк Хамильтон в своей рецензии для сайта Kotaku писал, что некоторые схватки, которые он испытал в дополнении, явились для критика одними из самых зрелищных в играх за последнее время. Наталья Одинцова от ресурса Игры Mail.ru выражала мнение, что в дополнении «хватает интересных боевых ситуаций, а новые враги вынуждают экспериментировать». Однако новые виды оружия, добавленные в игру, были оценены сайтами 3DNews и ITC.ua более прохладно, поскольку, по их мнению, играют не самую заметную роль в игровом процессе и могут быть заменены традиционными видами оружия.
Издания GameSpot, IGN и Gameblog положительно высказались о ветви навыков «Путешественник», добавленной The Frozen Wilds. Некоторые другие рецензенты, однако, невысоко оценили это нововведение, обосновав это его недостаточной полезностью. Вик Худ от сайта Eurogamer хотя и положительно оценила новую ветвь навыков, высказала мнение, что эти навыки должны были присутствовать с самого начала игры, а сейчас вводить их слишком поздно. По мнению Криса Картера от сайта Destructoid, новое дерево умений «не изобретает чего-то уникального и во многом дополняет дерево „Собиратель“». Михаил Шкредов в своей рецензии для российского сайта IXBT.games писал, что четвёртая ветка умений полезна, но выглядит «куцей добавкой» при условии завершённой прокачки Элой в остальных ветках. Издания GameInformer, GamePro, Push Square, 3DNews и CNET охарактеризовали новый набор навыков как несущественный.

### Комментарии
1. ↑  В официальной русской локализации игры Horizon Zero Dawn внутриигровое понятие Zero Dawn переводится как «Новый рассвет»[2].